# Floreszeehoningzuiger
De floreszeehoningzuiger (Cinnyris teysmanni) is een vogelsoort uit de familie van de Nectariniidae. Het is een endemische soort op  eilanden in de Floreszee (Indonesië).

## Taxonomie
De vogel werd al in 1878 via Celebes (Sulawesi) naar Leiden opgestuurd door de plantkundige Johannes Elias Teijsmann en 15 jaar later door de Zwitsers/Nederlandse vogelkundige van het Rijksmuseum van Natuurlijke Historie Johann Büttikofer geldig als aparte soort beschreven. Deze honingzuiger behoorde lange tijd als ondersoort tot het taxon Cinnyris jugalaris. In 2023 verscheen een uitgebreid onderzoek aan zowel het mitochondriaal DNA van al deze ondersoorten, als wel het verenkleed en het geluidenrepertoire. Hieruit bleek dat dit taxon kon worden afgesplitst als aparte soort.

## Herkenning
De vogel is ongeveer 10 cm lang. Van boven is de vogel olijfbruin. Verder wijkt de vogel in verenkleed sterk af van C, juglaris; in plaats van geel is het mannetje donkerpaars op de buik. Zijn keel en borst zijn (zoals bij alle verwante soorten) staalblauw. Het vrouwtje is vuilgeel tot lichtgrijs op de borst en buik.

## Verspreiding en leefgebied
De vogel komt voor op alle eilanden gelegen in de Floreszee. De vogel heeft geen eigen vermelding op de Rode lijst van de IUCN.